# Melocactus intortus
Melocactus intortus là một loài thực vật có hoa trong họ Cactaceae. Loài này được (Mill.) Urb. mô tả khoa học đầu tiên năm 1919.

## Hình ảnh

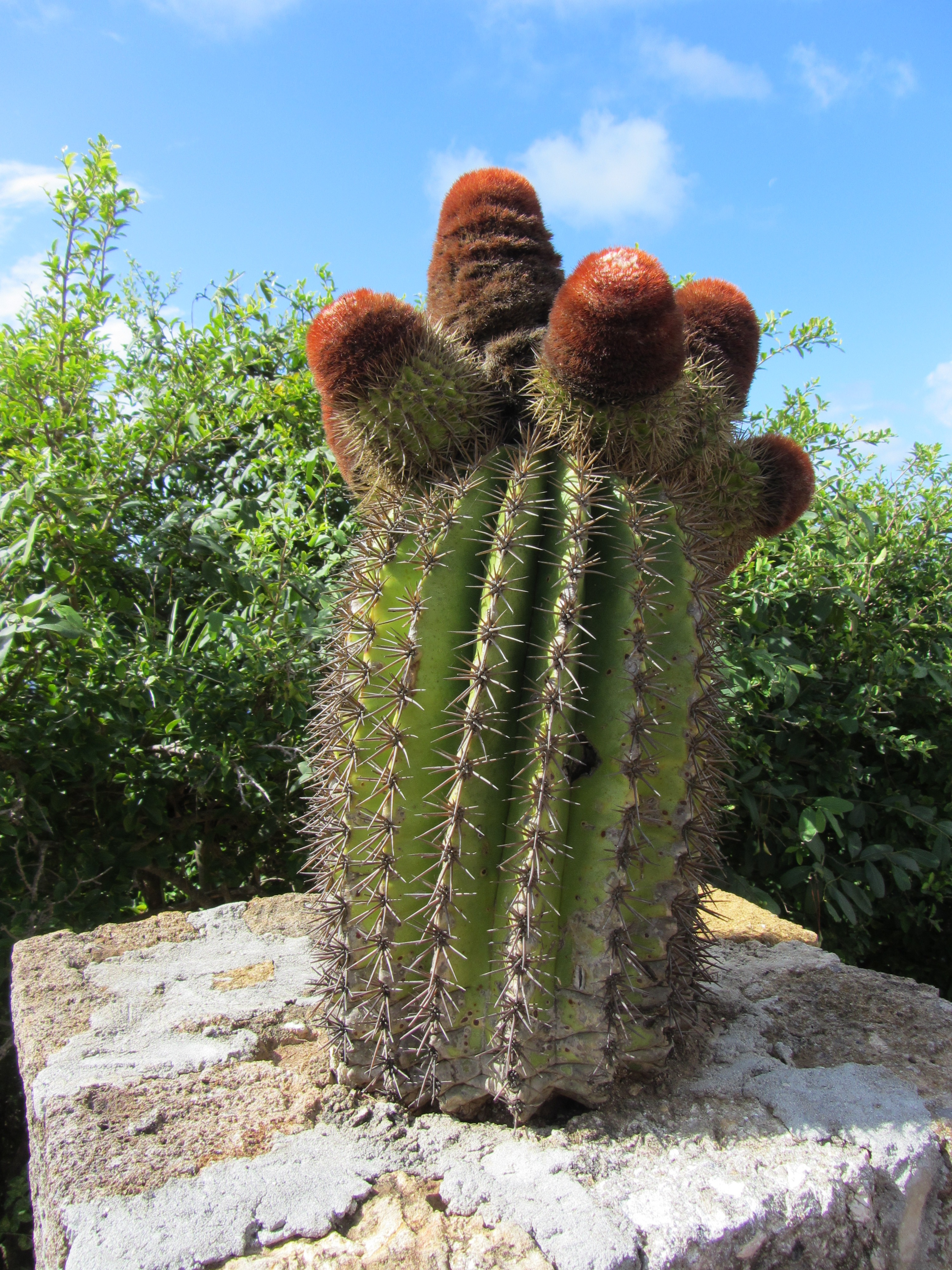
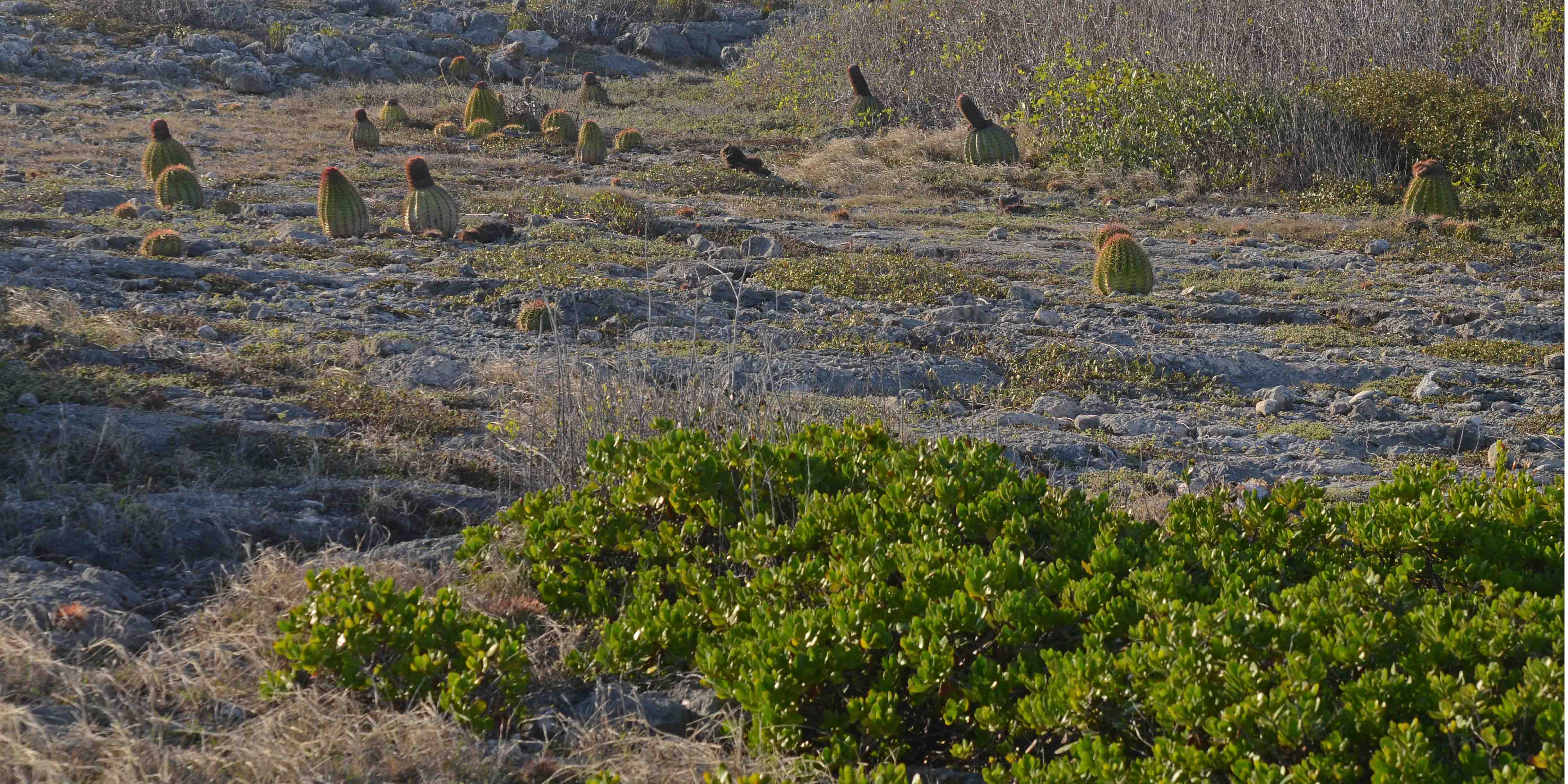
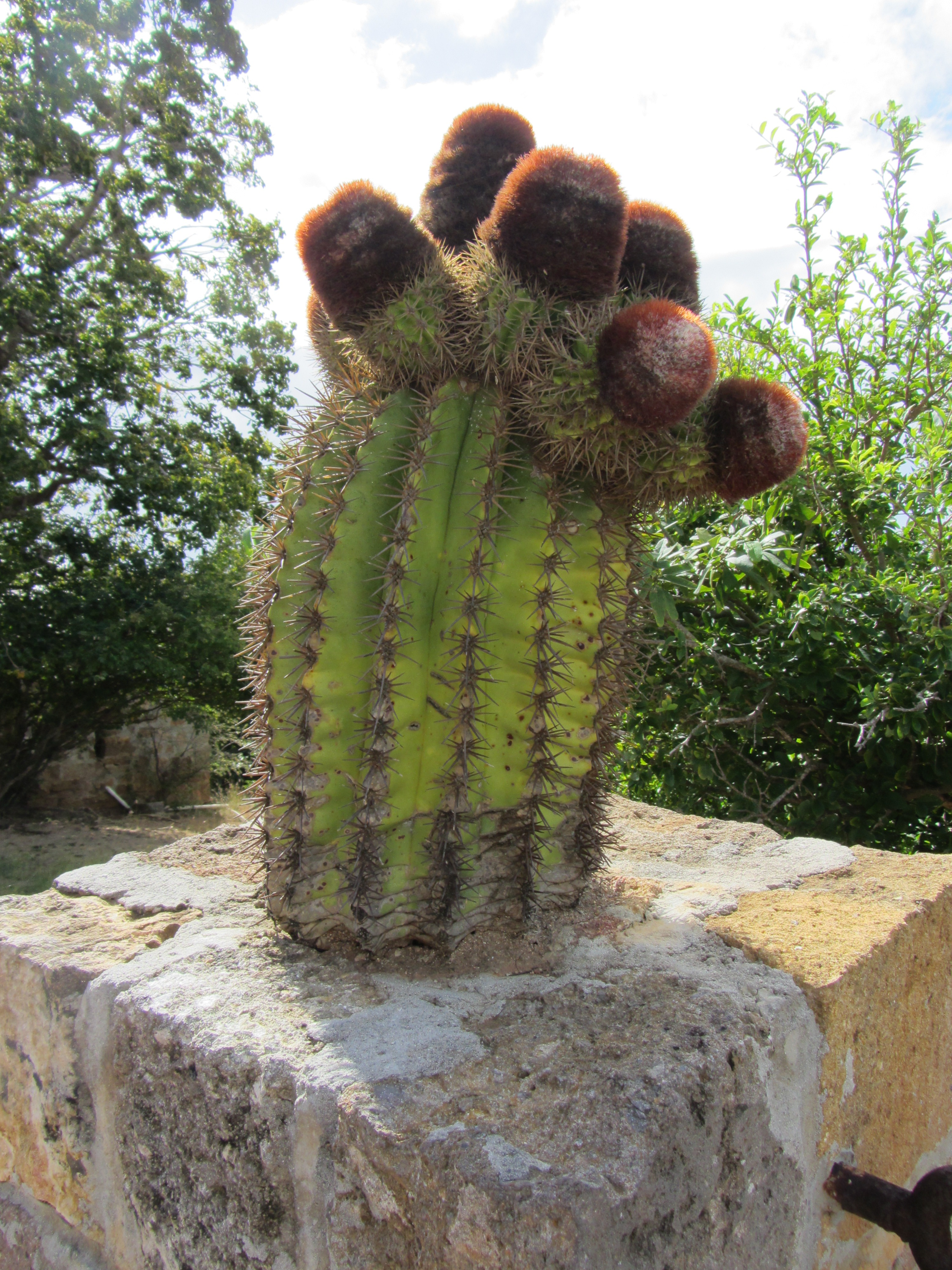

- Tập tin:Tập